# Здравоохранение в КНДР

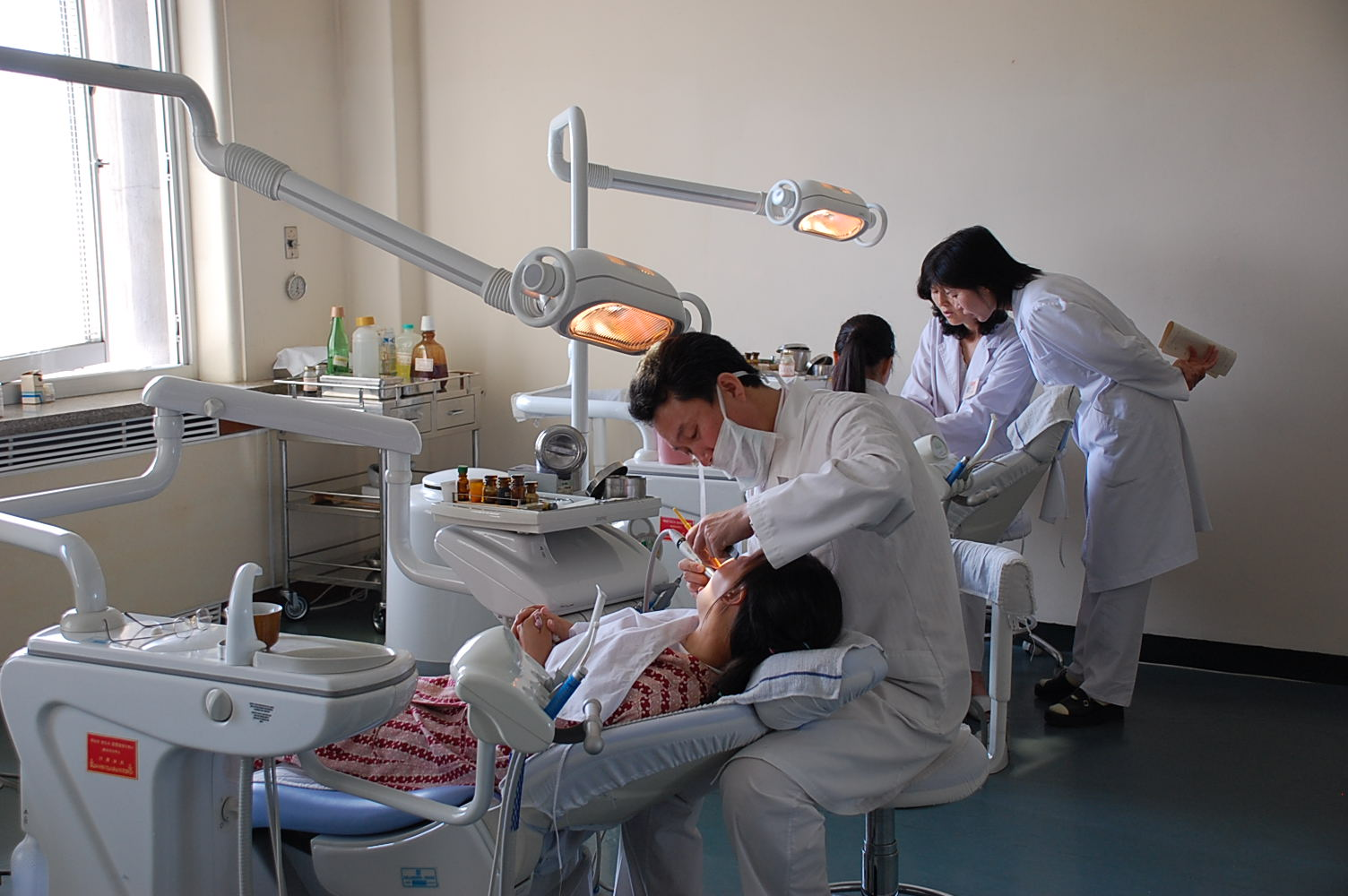
Дантисты в северокорейской больнице

Здравоохранение в Корейской Народно-Демократической Республике — система национального медицинского обслуживания и медицинского страхования в КНДР.
Правительство КНДР заявляет, что предоставляет бесплатное медицинское обеспечение всем гражданам, хотя The Week утверждает, что оно предоставляется только тем, кто оплачивает. Существуют противоречивые сведения относительно качества общественного здоровья в КНДР. В апреле 2010 года генеральный директор Всемирной организации здравоохранения (ВОЗ) Маргарет Чан посетила КНДР и заявила, что северокорейская система здравоохранения была «на зависть развивающимся странам», количество врачей и медсестёр — достаточное. Однако скептически настроенные обозреватели утверждают, что такие специальные учреждения ООН, как ВОЗ, не склонны критиковать обстановку в КНДР из-за риска прекращения их деятельности там. Сообщение от Международной амнистии ещё сильнее расходится с заявлением Маргарет Чан. Это сообщение основывалось на интервью северокорейских граждан, которые покинули страну, а также иностранных работников здравоохранения, работавших в КНДР. Вместе с тем ВОЗ подвергла критике доклад Международной амнистии, охарактеризовав его как «ненаучный и устаревший».
В целом, согласно Amnesty International, вся система здравоохранения в КНДР полностью финансируется правительством, при этом бо́льшая часть медицинского оборудования находится в ветхом состоянии, не имеет надёжного снабжения водой и электричеством. Нехватка оборудования и медикаментов означает, что многие операции проводятся без анестезии.
Северной Кореи можно назвать эффективной. Особенно если сравнивать ее не с системами богатых стран типа Германии, Японии или той же Южной Кореи, а со здравоохранением стран примерно с таким же уровнем ВВП на душу населения.
По количеству врачей на каждые 10 тысяч человек Северная Корея превосходит и Францию, и США: по данным ВОЗ, в 2016 году в КНДР на 10 тысяч населения приходилось 37 врачей. В США этот показатель составил 26 врачей, а во Франции – 32

## Медикаментация и лечение больных
По заявлениям Amnesty International, Правительство КНДР тратит меньше всего на здравоохранение — 1 доллар США на человека. Пациенты обычно оплачивают основные врачебные консультации сигаретами, алкоголем и продуктами, а обследования и операции — деньгами, из-за этого большинство северокорейцев не ходит ко врачу. Вместо этого они идут в аптеку и покупают медицинские препараты и анальгетики, хотя это потенциально опасно, так как в КНДР распространён туберкулёз из-за проблем с продовольствием. Большинство северокорейцев не в состоянии оплачивать лечение. Система здравоохранения КНДР не в состоянии предоставить стерилизованные иглы, чистую воду, еду и медицину. Большинство больниц работает без электричества и отопления. Медицинские препараты долго не задерживаются в больничных хранилищах, так как медперсонал перепродаёт их на чёрном рынке.

## Голод и нищета
В КНДР существуют проблемы, которые негативно влияют на качество жизни её граждан. Например, только 60 % населения в 2000 году имело хорошие санитарные условия. В 1990-х годах в стране свирепствовал массовый голод, который унёс, по разным данным, от 500 000 до 3 000 000 человеческих жизней. Amnesty International заявляет, что причинами этого служат плохой климат, недостаточное количество удобрений и снижение международной помощи по предоставлению пищевых продуктов. Исследование, проведённое в 2008 году, показало, что три четверти ответивших северокорейских респондентов хронически недоедают. Согласно данным Федерального научно-исследовательского отдела Библиотеки Конгресса США, крайняя нищета также является одним из факторов голода, с которым столкнулись жители КНДР: 27 % населения находится за чертой бедности с прожиточным минимумом менее 1 доллара США в день.
Нехватка продовольствия является причиной многих заболеваний, вызванных недоеданием. Например, в рапорте ЮНИСЕФ от 2009 года говорится, что КНДР внесена в список 18 стран, в которых сильно распространена проблема задержки роста (умеренная и серьёзная) у детей до 5 лет. В настоящее время КНДР также испытывает проблему, связанную с эпидемией туберкулёза, которой заражены 5 % населения страны. Это также является признаком полного ухудшения здоровья и рациона питания населения, а также снижением качества всеобщего медицинского обслуживания.